# Větrný mlýn v Borovnici
Větrný mlýn v Borovnici v okrese Trutnov se nachází jižně od železniční zastávky u křižovatky silnic do Borovnice, Pecky a Horek. Byl postaven v letech 2018–2020 jako replika zaniklého mlýna německého typu.

## Historie
V Borovnici původně stálo pět větrných mlýnů a několik mlýnů bylo postaveno i v okolních obcích. Poslední větrný mlýn německého typu v Čechách stál přibližně 2,5 kilometru východně od křižovatky.
Mlýn postavil Augustin Hackel roku 1841 na pozemku Augustina Čeřovského domkáře z čp. 189. V roce 1943 byla pozemková parcela pod ním označena číslem 413. Mouka se zde mlela i během 2. světové války, po jejím skončení se přestal používat. Byl několikrát opravován, například roku 1966, kdy jej zasáhl blesk.
V roce 1968 rozhodla Krajská památková správa o jeho rozebrání a převezení ke konzervaci do Hostinného. Uvažovalo se i o jeho přenesení do Dolánek, kde měl být součástí plánovaného skanzenu, nebo o umístění ve skanzenu ve Vrchlabí.
30. června 1979 vzplanulo základové trámoví mlýna, které dosud nebylo odvezeno ke konzervaci, a při té příležitosti se obyvatelé Borovnice dozvěděli, že celý větrný mlýn ve Vrchlabí shnil a rozpadl se. Mlýn ale nebyl ve Vrchlabí, ale ve skanzenu v Kouřimi, kde pro nevhodné umístění se zbytky mlýna rozpadaly a pro rekonstrukci borovnického „větřáku“ nebyly použitelné.
Ještě v roce 1965 provedla firma Stavoprojekt Hradec Králové dokumentaci mlýna, která posloužila při zhotovení jeho repliky v letech 2018–2020.

## Popis
Půdorys větrného mlýna měl rozměry 5,5 x 5,3 metru a celkovou výšku 11,2 metru. Mlýnské složení pocházelo z roku 1878. Podle svého majitele je označován jako Haklův čp. 5 a je stále chráněn Státní památkovou správou. Jeho model vyrobený kolem roku 1925 je umístěn v Okresním muzeu v Nové Pace.
Z mlýna se na místě dochovala původní kamenná podezdívka ve tvaru kříže. U ní je památník na připomínku jeho osudu.

## Mlýny v Borovnici
V Borovnici původně pracovalo pět větrných mlýnů: 
- Urbanův (50°30′8″ s. š., 15°38′9″ v. d.)[4]
- Neumannův (50°30′21″ s. š., 15°37′24″ v. d.)[5]
- Stuchlíkův (50°30′22″ s. š., 15°37′16″ v. d.)[6]
- Rolfův (50°30′39″ s. š., 15°37′49″ v. d.)[7]
- Haklův (50°30′7″ s. š., 15°38′13″ v. d.)[8]